# Alta Schutte
Aletta E. "Alta" Schutte é professora e a líder temática principal de Medicina Cardíaca, Vascular e Metabólica na Universidade de Nova Gales do Sul em Sydney, na Austrália. Foi também Directora da Equipa de Pesquisa de Hipertensão em África. Ela fez o seu doutorado na Potchefstroom University for Christian Higher Education em Fisiologia Cardiovascular.